# Castello di Scribla
Il castello o torre di Scribla, noto anche come castello di Stridula o di Stregola, è un rudere di un castello risalente al XI secolo nelle vicinanze di Spezzano Albanese, in Calabria.

## Storia
Venne costruito a partire dal 1044 da Guaimario IV di Salerno e dal condottiero normanno Guglielmo d'Altavilla durante una loro spedizione in Calabria al fine di realizzare una fortezza per la difesa della Valle dell'Esaro. Divenne poi la residenza di Roberto il Guiscardo che, nel 1064, deportò a Scribla una colonia di prigionieri saraceni catturati in Sicilia. Dopo la morte di Roberto, venne donato da Ruggero Borsa, insieme alle terre circostanti e agli abitanti, al monastero di Trinità di Cava. È riportato nelle fonti che, intorno al 1276, nelle vicinanze del castello era presente un villaggio con 210 abitanti che, da fonti successive, nel 1531, risultava abbandonato così come il castello che era ormai ridotto a rudere. Da scavi archeologici in età moderna, risulterebbe che il castello potrebbe essere sorto su una precedente fortificazione risalente ai tempi di Ottone I di Sassonia (962-973).